# Johann Gottlob Lehmann
Johann Gottlieb Lehmann (Langenhennersdorf, 4 de agosto de 1719 — São Petersburgo, 22 de janeiro de 1767) foi um mineralogista e geólogo alemão que se destacou pelo seu trabalho e investigações sobre o registo geológico que conduziram ao desenvolvimento da estratigrafia.

## Vida e carreira

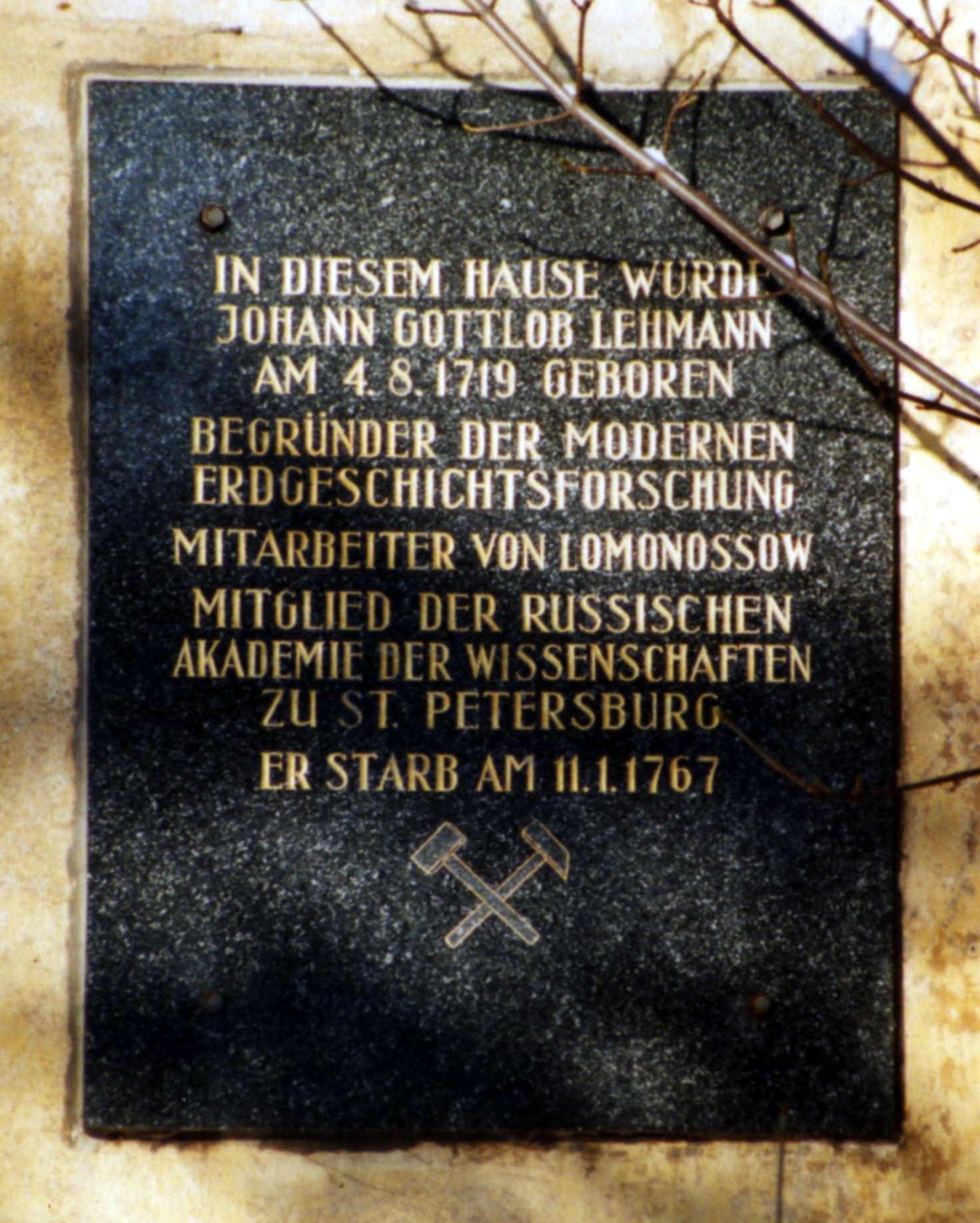
Placa memorial de Johann Gottlob Lehmann no seu local de nascimento em Langenhennersdorf na Saxónia, Alemanha

Estudou na Universidade de Wittenberg, onde se formou em medicina em 1741, estabelecendo-se profissionalmente em Dresden. Vivendo na Saxónia, desenvolveu um interesse na indústria mineira local, e publicou sobre a composição química dos depósitos minerais. Em 1750, a Real Academia Prussiana das  Ciências encarregou-o do estudo das práticas mineiras em toda a Prússia.
Em 1761, a Academia Imperial das Ciências russa convidou-o a instalar-se em São Petersburgo, onde se tornou professor de química e diretor do museu imperial local.
No jazigo de Beryozovskoye nos Urais ele descobriu um minério de chumbo com um mineral de cor laranja-avermelhado (PbCrO4), a que chamou "Rotbleierz" (minério vermelho de chumbo); atualmente é conhecido como crocoíte.
Lehmann, Georg Christian Füchsel, e Giovanni Arduino foram os fundadores da estratigrafia. "O principal mérito de Lehmann é a sua descrição precisa das rochas estratificadas" (Flötzgebirge). Ele distinguiu trinta faixas de rocha sucessivas no sistema estratificado de Ilfeld e Mansfeld, e propôs a estrutura geológica daquele distrito acompanhada de uma série de diagramas e secções.""
Lehmann morreu em São petersburgo de ferimentos causados pela explosão de uma retorta cheia de arsénico.

## Obras seleccionadas

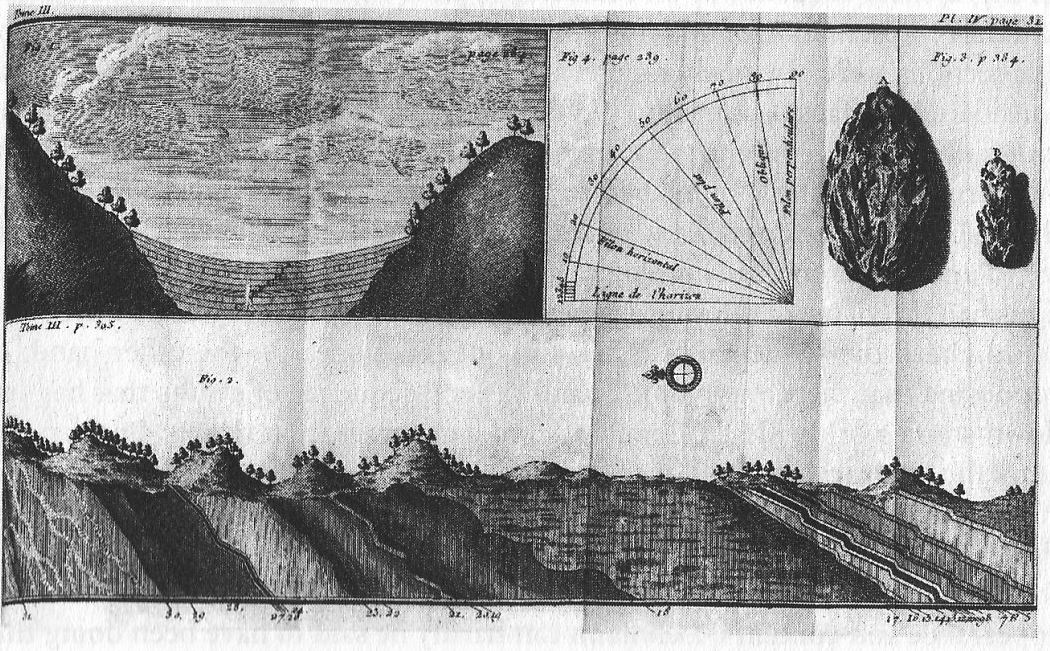
Perfil geológico criado por Lehmann

- Abhandlung von den Metall-Müttern und der Erzeugung der Metalle aus der Naturlehre und Bergwerckswissenschaft hergeleitet und mit chymischen Versuchen erwiesen Berlin 1753
- Versuch einer Geschichte von Flötz-Gebürgen betreffend deren Entstehung, Lage, darinne befindliche Metallen, Mineralien und Foßilien größtentheils aus eigenen Wahrnehmungen und aus denen Grundsätzen der Natur-Lehre hergeleitet, und mit nöthigen Kupfern versehen Berlin 1756 (Digitalisat)
- Gedancken von denen Ursachen derer Erdbeben und deren Fortpflanzung unter der Erden Berlin 1757
- Kurzer Entwurf einer Mineralogie... Berlin 1758
- Cadmiologia oder Geschichte des Farben-Kobolds nach seinen Nahmen, Arten, Lagerstaedten darbey brechenden Metallen, Mineralien, Erzten und Steinen Berlin 1760

- Este artigo foi inicialmente traduzido, total ou parcialmente, do artigo da Wikipédia em inglês cujo título é «Johann Gottlob Lehmann (scientist)», especificamente desta versão.